# Phare de Pakri
Le phare de Pakri (en estonien : Pakri Tuletorn) est un phare situé sur la péninsule de Pakri à l'ouest de Tallinn dans le Comté de Harju, en Estonie, dans le golfe de Finlande.
Il est géré par l'Administration maritime estonienne,.
Il est inscrit au registre des monuments nationaux de l'Estonie en date du 25 novembre 1997.

## Histoire

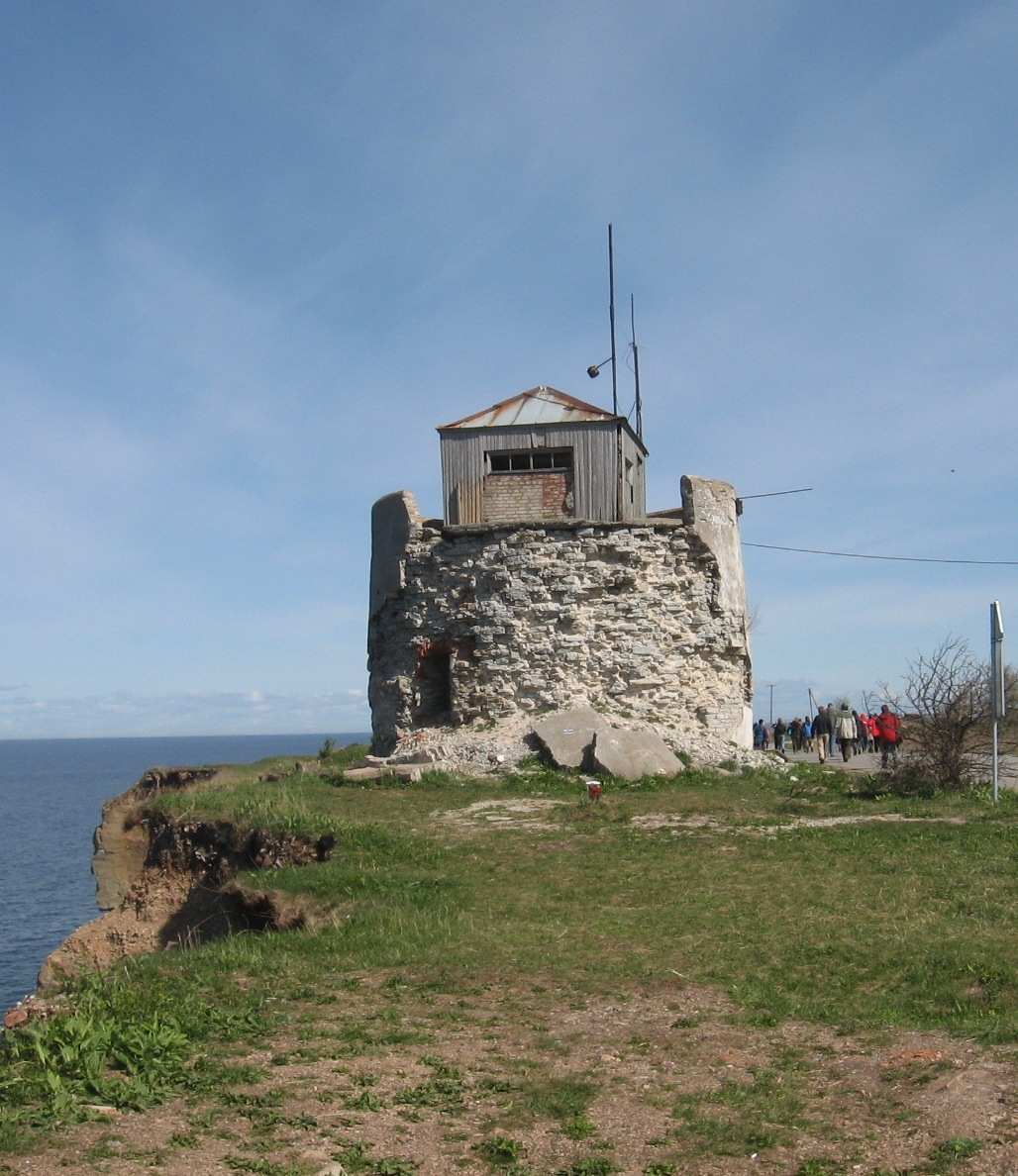
Le vieux phare

Le premier phare connu qui fut construit sur la péninsule de Pakri datait de 1724. Son emplacement aurait été choisi par le tsar Pierre Ier le Grand. Le vieux phare de Pakri, qui est aussi inscrit au registre des monuments nationaux de l'Estonie a été partiellement démoli et utilisé comme magasin à paraffine.
En 1889, le phare actuel en pierre calcaire  a été construit à 80 mètres de l'ancien. La maison du gardien du phare et le phare ont été gravement endommagée pendant la Seconde Guerre mondiale, mais ces structures ont survécu. En 2001, le phare a été entièrement rénové.

## Description
Le phare est une haute tour cylindrique de 52 mètres, avec une galerie rouge et une lanterne noire. La tour est peinte en rouge. Il porte un marquage de jour en blanc. Son feu isophase  Il émet, à une hauteur focale de 73 mètres, un long éclat blanc toutes les 15 secondes. Sa portée nominale est de 12 milles nautiques (environ 22 km).
Il est situé en bout de la péninsule, à environ 3 km au nord-ouest du port de Paldiski. Le phare se visite de mai à septembre et le week-end le reste de l'année.
Identifiant : ARLHS : EST-010 ; EVA-380 - Amirauté : C-3774 - NGA : 12764 .

## Caractéristique duFeu maritime
Fréquence : 15 secondes (W)
- Lumière : 5 secondes
- Obscurité : 10 secondes

|                   |
| Golfe de Finlande |

|                 |
| Les deux phares |

|                    |
| Péninsule de Pakri |

### Lien connexe
- Liste des phares d'Estonie